# Morning Star Sport Club
El Morning Star Sport Club fue un club chileno de fútbol con sede en el barrio de Independencia, en la ciudad de Santiago. Fue fundado el 2 de abril de 1907 y militaba en la Serie B Profesional hasta su desaparición el 17 de abril de 1936, cuando se fusionó con el Club de Deportes Santiago para fundar a Santiago Morning.
Fue uno de los ocho clubes fundadores de la Liga Profesional de Football de Santiago en 1933, primera entidad organizadora de la Primera División de Chile, categoría en donde se mantuvo dos temporadas.

## Historia

### Fundación y primeros años
El club fue fundado el 2 de abril de 1907 con el nombre de Small Chile Football Club, por jóvenes del barrio Independencia. Bajo la iniciativa del sacerdote de la Iglesia de la Estampa Volada de Nuestra Señora del Carmen Rafael Edwards Salas, presidente honorario del club, se echaron las bases y se encargó a Jorge Díaz Lira para su organización, conjuntamente con Alfonso Pizarro, Óscar Espina, Reinaldo Villalón, Julio Naranjo,
Gregorio Chamorro, Joaquín Parraguirre, Facundo Zúñiga e Ignacio Miranda.
El club empezó a jugar en la Liga Obrera, en la cual obtuvo varios premios, y luego cambió su nombre por el de Morning Star en el año 1909. Posteriormente, la institución militó en las filas de la Asociación Cristóbal Colón, en la cual, su primer equipo obtuvo la Copa Diario Ilustrado, mientras que el segundo ganó un objeto de arte. Morning Star tenía a su cargo, en aquellos años, la cancha San Cristóbal, en la cual se jugaron diversos partidos entreciudades. Fue fundador también de la cancha Independencia.
Luego, el club militó en la Asociación de Football de Santiago durante diez años seguidos, obteniendo títulos como el de la Copa Chile, sección Uruguay, después de haber vencido en todas las partidas y haber derrotado a Internado, Santiago, Unión Deportiva Española, General Borgoño, entre otros, habiendo vencido también al equipo seleccionado de la Asociación Santiago por 1-0. Sus segundos y terceros equipos también ganaron por varios años seguidos las competencias oficiales de la asociación.
En 1923 ingresó a la Liga Santiago, y más tarde fue participante en la Liga Metropolitana de Deportes, con tres equipos, habiendo mantenido relaciones con otros clubes de la capital y con varios de provincias, como 18 de Septiembre y Atlético Comercio, de Talca; Baquedano y Chile, de Melipilla; etc. En ese año, además, llegó a contar con más de 100 socios en sus registros.
En la temporada de 1930, el cuadro de honor de Morning Star obtuvo el tercer puesto de la Segunda División de la Asociación de Football de Santiago, posición que le permitió ascender a la categoría superior.

### Profesionalismo
Al haber obtenido el título de la segunda categoría de la Asociación de Football de Santiago en 1932, Morning Star ascendió a la División de Honor, llegando a disputar algunos partidos en la temporada 1933, hasta que en mayo de ese año, en idea conjunta con Colo-Colo, Santiago Badminton, Unión Deportiva Española, Audax Italiano, Magallanes, Santiago National y Green Cross creó la Liga Profesional de Football de Santiago. Cabe mencionar que, el 22 de julio de 1933, Morning Star cayó por 1-3 ante Audax Italiano, partido que constituyó el primero de carácter oficial en la historia de la Primera División de Chile. La alineación de Morning Star estuvo conformada por Jorge Olate; Guillermo Corbari, Oscar Sánchez; Amador Oyanedel, Arturo Ahumada, Isaías González; Segundo Chaparro, Osvaldo Carvajal, Humberto Roa, Manuel Castro y Erasmo Fuentes. En la primera edición del campeonato profesional, Morning Star ocupó el quinto lugar, producto de tres triunfos (sobre Santiago National y Green Cross), un empate y cuatro derrotas. Al año siguiente, el club terminó en el último puesto (entre doce equipos), sin ganar ningún partido, habiendo logrado apenas dos empates y nueve derrotas, algunas de ellas abultadas, entre las que destaca un 11-0 que le propinó Magallanes y un 14-1 a manos de la Unión Deportiva Española.
En 1935 no participó en la primera categoría profesional, ya que jugó en el campeonato de la Serie B Profesional.

### Fusión con Santiago
Finalmente, el 17 de abril de 1936, el club se fusionó con el Club de Deportes Santiago, y juntos dieron origen al Club de Deportes Santiago Morning, que mantuvo como fecha de fundación la más antigua de los dos clubes, la cual correspondía a Santiago (16 de octubre de 1903).
Cabe señalar que en el campeonato profesional de 1934, ambos equipos fundadores se habían enfrentado, con victoria para Santiago por 4-3.

## Datos del club
- Temporadas en 1ª: 2 (1933-1934).
- Temporadas en Serie B: 1 (1935).
- Mayor goleada conseguida: .
  - En Primera División: 4-2 a Green Cross el 24 de septiembre de 1933.
- Mayor goleada recibida: .
  - En Primera División: 1-14 de Unión Española el 19 de agosto de 1934.
- Mejor puesto en Primera División: 6º (1933)
- Peor puesto en Primera División: 12º (1934)
- Máximo goleador en Primera División: Humberto Roa (7 goles)

## Palmarés

### Títulos locales
- Copa Diario Ilustrado de la Asociación Cristóbal Colón.[1]
- Copa Chile de la Primera División de la Asociación de Football de Santiago (1): 1919.[nota 1]
- Copa Arauco de la Segunda División de la Asociación de Football de Santiago (2): 1918,[8] 1920.[9]
- Segunda División de la Asociación de Football de Santiago (1): 1932.
- Copa Miguel Blanco de la Tercera División de la Asociación de Football de Santiago (1): 1918.[8]
- Subcampeón de la Copa Excelsior de la Tercera División de la Asociación de Football de Santiago (1): 1917.[10]
- Subcampeón de la Tercera División de la Liga Central de Football de Santiago (1): 1929.

### Títulos nacionales
- Subcampeón del Torneo de Consuelo del Campeonato de Apertura de Chile (1): 1933.
- Subcampeón del Campeonato Relámpago de la Sección Profesional (1): 1935.